# Fußballclub Hansa Rostock 1995-1996
Questa voce raccoglie le informazioni riguardanti il Fußballclub Hansa Rostock nelle competizioni ufficiali della stagione 1995-1996.

## Stagione
Nella stagione 1995-1996 l'Hansa Rostock, allenato da Frank Pagelsdorf, concluse il campionato di Bundesliga al 6º posto. In Coppa di Germania l'Hansa Rostock fu eliminato al primo turno dal Norimberga.

## Rosa
| N. |                               | Ruolo | Calciatore             |
| -- | ----------------------------- | ----- | ---------------------- |
| 1  | Germania (bandiera)           | P     | Daniel Hoffmann        |
| 2  | Germania (bandiera)           | C     | Timo Lange             |
| 3  | Germania (bandiera)           | D     | Christian Beeck        |
| 5  | Germania (bandiera)           | D     | Uwe Ehlers             |
| 6  | Germania (bandiera)           | D     | René Schneider         |
| 7  | Germania (bandiera)           | C     | Martin Groth           |
| 8  | Germania (bandiera)           | C     | Hilmar Weilandt        |
| 9  | Macedonia del Nord (bandiera) | C     | Toni Mičevski          |
| 10 | Germania (bandiera)           | C     | Matthias Breitkreutz   |
| 11 | Polonia (bandiera)            | A     | Sławomir Chałaśkiewicz |
| 12 | Germania (bandiera)           | A     | Carsten Klee           |
| 13 | Germania (bandiera)           | P     | Jens Kunath            |
| 14 | Germania (bandiera)           | A     | Rocco Milde            |

| N. |                               | Ruolo | Calciatore         |
| -- | ----------------------------- | ----- | ------------------ |
| 16 | Germania (bandiera)           | D     | Marko Tredup       |
| 17 | Germania (bandiera)           | D     | Heiko März         |
| 18 | Germania (bandiera)           | C     | André Hofschneider |
| 19 | Germania (bandiera)           | C     | Stefan Studer      |
| 20 | Germania (bandiera)           | A     | Steffen Baumgart   |
| 21 | Germania (bandiera)           | D     | Mike Werner        |
| 22 | Germania (bandiera)           | C     | Stefan Beinlich    |
| 23 | Germania (bandiera)           | C     | Dirk Rehbein       |
| 24 | Macedonia del Nord (bandiera) | A     | Goran Markov       |
| 25 | Germania (bandiera)           | D     | Marco Zallmann     |
| 26 | Germania (bandiera)           | P     | Perry Bräutigam    |
| 27 | Nigeria (bandiera)            | A     | Jonathan Akpoborie |

## Organigramma societario
Area tecnica
- Allenatore: Frank Pagelsdorf
- Allenatore in seconda: Andreas Zachhuber
- Preparatore dei portieri:
- Preparatori atletici:

## Calciomercato

### Sessione estiva
| Acquisti | Acquisti        | Acquisti           | Acquisti |
| R.       | Nome            | da                 | Modalità |
| -------- | --------------- | ------------------ | -------- |
| D        | Christian Beeck | Union Berlino      |          |
| P        | Perry Bräutigam | Norimberga         |          |
| C        | Martin Groth    | Hannover 96        |          |
| A        | Carsten Klee    | Sachsen Lipsia     |          |
| A        | Goran Markov    | Union Berlino      |          |
| C        | Dirk Rehbein    | Union Berlino      |          |
| C        | Stefan Studer   | Hannover 96        |          |
| D        | Marko Tredup    | SC Union 06 Berlin |          |

| Cessioni | Cessioni         | Cessioni        | Cessioni |
| R.       | Nome             | a               | Modalità |
| -------- | ---------------- | --------------- | -------- |
| D        | Paul Caligiuri   | St. Pauli       |          |
| A        | René Gottwald    | RW Oberhausen   |          |
| A        | Marco Küntzel    | Union Berlino   |          |
| C        | Aldo Majunke     | Parchimer FC    |          |
| A        | Jacek Mencel     | Zwickau         |          |
| A        | Stefan Persigehl | VfB Auerbach    |          |
| D        | Kay Wenschlag    | Energie Cottbus |          |

### Sessione invernale
| Acquisti | Acquisti           | Acquisti         | Acquisti |
| R.       | Nome               | da               | Modalità |
| -------- | ------------------ | ---------------- | -------- |
| A        | Jonathan Akpoborie | Waldhof Mannheim |          |
| C        | Toni Mičevski      | Sileks Kratovo   |          |

| Cessioni | Cessioni        | Cessioni    | Cessioni |
| R.       | Nome            | a           | Modalità |
| -------- | --------------- | ----------- | -------- |
| C        | Steffen Benthin | Hannover 96 |          |
| C        | Dirk Hannemann  | Ried        |          |

## Risultati

### Bundesliga

#### Girone di andata
| Arbitro: | Malbranc |

|              |           |                           |
| Baumgart 23’ | Marcatori | 17’ Schuster 87’ Feldhoff |

| Arbitro: | Merk |

|         |           |                                 |
| Max 80’ | Marcatori | 10’ Milde 60’ Baumgart 72’ Klee |

| Arbitro: | Wagner |

|                                     |           |               |
| Beinlich 45’, 89’ Chałaśkiewicz 83’ | Marcatori | 15’, 27’ Sosa |

| Arbitro: | Kasper |

|                         |           |                       |
| Winkhold 63’ Pančev 67’ | Marcatori | 9’ Baumgart 71’ Lange |

| Arbitro: | Strampe |

|                              |           |                              |
| Baumgart 37’ Breitkreutz 40’ | Marcatori | 18’ Pflipsen 27’, 72’ Dahlin |

| Arbitro: | Werthmann |

|             |           |              |
| Albertz 13’ | Marcatori | 18’ Baumgart |

| Arbitro: | Jansen |

|                           |           |  |
| Beinlich 11’ Baumgart 69’ | Marcatori |  |

| Arbitro: | Hufgard |

|  |           |                           |
|  | Marcatori | 72’ Baumgart 79’ Beinlich |

| Arbitro: | Pohlmann |

|                                                |           |                                 |
| Weilandt 33’ Schneider 45’ Berthold 80’ (aut.) | Marcatori | 28’ Bobic 52’ Verlaat 77’ Élber |

| Arbitro: | Frey |

|            |           |              |
| Meijer 52’ | Marcatori | 25’ Baumgart |

| Arbitro: | Merk |

|          |           |            |
| Klee 75’ | Marcatori | 43’ Okocha |

| Arbitro: | Steinborn |

|            |           |            |
| Bodden 37’ | Marcatori | 89’ Studer |

| Rostock 10 novembre 1995, ore 19:30 CET 13ª giornata | Hansa Rostock | 0 – 0 referto | Bayern Monaco | Ostseestadion (25 700 spett.)\| Arbitro: \| Berg \| |
| Arbitro:                                             | Berg          |               |               |                                                     |

| Arbitro: | Kasper |

|                            |           |             |
| Jurčević 34’ Decheiver 59’ | Marcatori | 9’ Beinlich |

| Arbitro: | Best |

|  |           |                                  |
|  | Marcatori | 33’ (rig.) Beinlich 54’ Weilandt |

| Arbitro: | Dardenne |

|                                 |           |  |
| Weilandt 27’ Schneider 34’, 57’ | Marcatori |  |

| Arbitro: | Krug |

|                           |           |  |
| Kohn 45’ Polster 73’, 90’ | Marcatori |  |

#### Girone di ritorno
| Arbitro: | Fleischer |

|                  |           |  |
| Ramelow 12’, 76’ | Marcatori |  |

| Arbitro: | Scheuerer |

|              |           |                                    |
| Schneider 7’ | Marcatori | 76’ Büskens 89’ (rig.) Anderbrügge |

| Arbitro: | Aust |

|            |           |                            |
| Berger 56’ | Marcatori | 45’ Baumgart 54’ Akpoborie |

| Berlino 3 marzo 1996, ore 18:00 CET 21ª giornata | Hansa Rostock | 0 – 0 referto | Fortuna Düsseldorf | Stadio Olimpico (50 183 spett.)\| Arbitro: \| Wagner \| |
| Arbitro:                                         | Wagner        |               |                    |                                                         |

| Arbitro: | Fandel |

|                                                     |           |                                  |
| Effenberg 17’ Pettersson 24’ Kastenmaier 49’ (rig.) | Marcatori | 22’ (rig.) Beinlich 62’ Mičevski |

| Arbitro: | Albrecht |

|                            |           |  |
| Akpoborie 12’ Beinlich 25’ | Marcatori |  |

| Arbitro: | Heynemann |

|                            |           |                             |
| Pröpper 12’, 37’ Stisi 88’ | Marcatori | 2’ Beinlich 72’ Breitkreutz |

| Arbitro: | Krug |

|                     |           |          |
| Beinlich 57’ (rig.) | Marcatori | 72’ Knup |

| Arbitro: | Buchhart |

|           |           |               |
| Élber 29’ | Marcatori | 62’ Akpoborie |

| Arbitro: | Zerr |

|                     |           |  |
| Beinlich 48’ (rig.) | Marcatori |  |

| Arbitro: | Fleske |

|              |           |                                          |
| Dickhaut 40’ | Marcatori | 10’ Akpoborie 46’ Zallmann 74’ Schneider |

| Arbitro: | Best |

|  |           |                           |
|  | Marcatori | 42’ Bodden 72’, 82’ Nowak |

| Arbitro: | Aust |

|  |           |               |
|  | Marcatori | 63’ Akpoborie |

| Arbitro: | Casper |

|               |           |  |
| Schneider 48’ | Marcatori |  |

| Arbitro: | Pohlmann |

|                            |           |           |
| Baumgart 53’ Akpoborie 58’ | Marcatori | 77’ Sauer |

| Arbitro: | Jansen |

|                     |           |  |
| Kuka 8’, 14’ (rig.) | Marcatori |  |

| Arbitro: | Krug |

|  |           |               |
|  | Marcatori | 72’ Gaißmayer |

### Coppa di Germania
| Arbitro: | Frey |

|                      |           |              |
| Čović 66’ Knäbel 78’ | Marcatori | 41’ Baumgart |

## Statistiche

### Statistiche di squadra
| Competizione      | Punti | In casa | In casa | In casa | In casa | In casa | In casa | In trasferta | In trasferta | In trasferta | In trasferta | In trasferta | In trasferta | Totale | Totale | Totale | Totale | Totale | Totale | DR |
| Competizione      | Punti | G       | V       | N       | P       | Gf      | Gs      | G            | V            | N            | P            | Gf           | Gs           | G      | V      | N      | P      | Gf     | Gs     | DR |
| ----------------- | ----- | ------- | ------- | ------- | ------- | ------- | ------- | ------------ | ------------ | ------------ | ------------ | ------------ | ------------ | ------ | ------ | ------ | ------ | ------ | ------ | -- |
| Bundesliga        | 49    | 17      | 7       | 5       | 5       | 23      | 19      | 17           | 6            | 5            | 6            | 24           | 24           | 34     | 13     | 10     | 11     | 47     | 43     | +4 |
| Coppa di Germania | -     | 0       | 0       | 0       | 0       | 0       | 0       | 1            | 0            | 0            | 1            | 1            | 2            | 1      | 0      | 0      | 1      | 1      | 2      | -1 |
| Totale            | 49    | 17      | 7       | 5       | 5       | 23      | 19      | 18           | 6            | 5            | 7            | 25           | 26           | 35     | 13     | 10     | 12     | 48     | 45     | +3 |

### Andamento in campionato
| Giornata  | 1  | 2 | 3 | 4 | 5 | 6 | 7 | 8 | 9 | 10 | 11 | 12 | 13 | 14 | 15 | 16 | 17 | 18 | 19 | 20 | 21 | 22 | 23 | 24 | 25 | 26 | 27 | 28 | 29 | 30 | 31 | 32 | 33 | 34 |
| --------- | -- | - | - | - | - | - | - | - | - | -- | -- | -- | -- | -- | -- | -- | -- | -- | -- | -- | -- | -- | -- | -- | -- | -- | -- | -- | -- | -- | -- | -- | -- | -- |
| Luogo     | C  | T | C | T | C | T | C | T | C | T  | C  | T  | C  | T  | T  | C  | T  | T  | C  | T  | C  | T  | C  | T  | C  | T  | C  | T  | C  | T  | C  | C  | T  | C  |
| Risultato | P  | V | V | N | P | N | V | V | N | N  | N  | N  | N  | P  | V  | V  | P  | P  | P  | V  | N  | P  | V  | P  | N  | N  | V  | V  | P  | V  | V  | V  | P  | P  |
| Posizione | 15 | 5 | 4 | 3 | 8 | 8 | 5 | 3 | 4 | 4  | 4  | 4  | 5  | 6  | 6  | 4  | 7  | 8  | 8  | 8  | 8  | 8  | 7  | 8  | 7  | 6  | 6  | 5  | 6  | 5  | 5  | 5  | 5  | 6  |

Legenda:

Luogo: C = Casa; T = Trasferta. Risultato: V = Vittoria; N = Pareggio; P = Sconfitta.

### Statistiche dei giocatori
| Giocatore        | Bundesliga | Bundesliga | Bundesliga  | Bundesliga | Coppa di Germania | Coppa di Germania | Coppa di Germania | Coppa di Germania | Totale   | Totale | Totale      | Totale     |
| Giocatore        | Presenze   | Reti       | Ammonizioni | Espulsioni | Presenze          | Reti              | Ammonizioni       | Espulsioni        | Presenze | Reti   | Ammonizioni | Espulsioni |
| ---------------- | ---------- | ---------- | ----------- | ---------- | ----------------- | ----------------- | ----------------- | ----------------- | -------- | ------ | ----------- | ---------- |
| J. Akpoborie     | 16         | 6          | 2           | 0          | 0                 | 0                 | 0                 | 0                 | 16       | 6      | 2           | 0          |
| S. Baumgart      | 32         | 10         | 3           | 0          | 1                 | 1                 | 0                 | 0                 | 33       | 11     | 3           | 0          |
| C. Beeck         | 14         | 0          | 5           | 0          | 1                 | 0                 | 0                 | 0                 | 15       | 0      | 5           | 0          |
| S. Beinlich      | 34         | 11         | 3           | 0          | 1                 | 0                 | 0                 | 0                 | 35       | 11     | 3           | 0          |
| M. Breitkreutz   | 18         | 2          | 2           | 0          | 0                 | 0                 | 0                 | 0                 | 18       | 2      | 2           | 0          |
| P. Bräutigam     | 34         | 0          | 0           | 0          | 1                 | 0                 | 0                 | 0                 | 35       | 0      | 0           | 0          |
| S. Chałaśkiewicz | 18         | 1          | 1           | 0          | 1                 | 0                 | 0                 | 0                 | 19       | 1      | 1           | 0          |
| U. Ehlers        | 13         | 0          | 1           | 0          | 0                 | 0                 | 0                 | 0                 | 13       | 0      | 1           | 0          |
| M. Groth         | 24         | 0          | 0           | 0          | 1                 | 0                 | 0                 | 0                 | 25       | 0      | 0           | 0          |
| D. Hoffmann      | 0          | 0          | 0           | 0          | 0                 | 0                 | 0                 | 0                 | 0        | 0      | 0           | 0          |
| A. Hofschneider  | 15         | 0          | 5           | 0          | 0                 | 0                 | 0                 | 0                 | 15       | 0      | 5           | 0          |
| C. Klee          | 15         | 2          | 0           | 0          | 1                 | 0                 | 0                 | 0                 | 16       | 2      | 0           | 0          |
| J. Kunath        | 0          | 0          | 0           | 0          | 0                 | 0                 | 0                 | 0                 | 0        | 0      | 0           | 0          |
| T. Lange         | 21         | 1          | 1           | 0          | 0                 | 0                 | 0                 | 0                 | 21       | 1      | 1           | 0          |
| G. Markov        | 7          | 0          | 0           | 0          | 0                 | 0                 | 0                 | 0                 | 7        | 0      | 0           | 0          |
| R. Milde         | 16         | 1          | 3           | 0          | 1                 | 0                 | 0                 | 0                 | 17       | 1      | 3           | 0          |
| T. Mičevski      | 5          | 1          | 0           | 0          | 0                 | 0                 | 0                 | 0                 | 5        | 1      | 0           | 0          |
| H. März          | 29         | 0          | 3           | 2          | 0                 | 0                 | 0                 | 0                 | 29       | 0      | 3           | 2          |
| D. Rehbein       | 24         | 0          | 1           | 0          | 1                 | 0                 | 0                 | 0                 | 25       | 0      | 1           | 0          |
| R. Schneider     | 31         | 6          | 5           | 0          | 1                 | 0                 | 0                 | 0                 | 32       | 6      | 5           | 0          |
| S. Studer        | 32         | 1          | 8           | 0          | 1                 | 0                 | 1                 | 0                 | 33       | 1      | 9           | 0          |
| M. Tredup        | 0          | 0          | 0           | 0          | 0                 | 0                 | 0                 | 0                 | 0        | 0      | 0           | 0          |
| H. Weilandt      | 34         | 3          | 4           | 0          | 1                 | 0                 | 0                 | 0                 | 35       | 3      | 4           | 0          |
| M. Werner        | 1          | 0          | 1           | 0          | 0                 | 0                 | 0                 | 0                 | 1        | 0      | 1           | 0          |
| M. Zallmann      | 29         | 1          | 5           | 1          | 1                 | 0                 | 1                 | 0                 | 30       | 1      | 6           | 1          |